# Phryganea fuliginosa
Phryganea fuliginosa là một loài Trichoptera trong họ Leptoceridae. Chúng phân bố ở miền Cổ bắc.